# Jannik Pohl
Jannik Pohl (født 6. april 1996) er en dansk fodboldspiller, der spiller for den islandske fodboldklub Knattspyrnufélagið Fram.

## Karriere
Jannik Pohl er voksket op i Rubjerg og startede sin fodboldkarriere i Hundelev Boldklub i Løkken, hvor han hurtigt blev rykket årgange op grundet manglende spillere. Han nåede også at spille for AaB's samarbejdsklubber GVL Løkken og Hjørring IF, inden han som U/14-spiller skiftede til AaB.

### AaB
I slutningen af oktober 2011 i en alder af 15 år skrev han under på en treårig kontrakt med AaB.
Jannik Pohl blev flyttet til klubbens førstehold i sommeren 2015 sammen med Oliver Abildgaard og Asger Bust fra klubbens U/19-hold.
Jannik Pohl fik sin debut for AaB's førstehold i DBU Pokalens 2. runde den 9. september 2015, da han blev skiftet ind i det 77. minut i stedet for Rasmus Jönsson i 0-2-sejren over Vendsyssel F.F.. Han spillede også den efterfølgende kamp i turneringen den 29. september, da han startede inde og scorede to mål i 4-0-sejren over Danmarksserieholdet Lystrup I.F.. Debuten i Superligaen kom den 1. april 2016, da han blev skiftet ind efter 81 minutter i stedet for Thomas Enevoldsen i 1-0-sejren hjemme over FC Nordsjælland. I sin debutsæson spillede han syv kampe, hvor af fire af dem var fra start.
I optakten til 2016-17-sæsonen blev han på en af de første træningsdage ramt af kyssesyge. På trods af dette skrev han den 1. september under på en fireårig kontraktforlængelse. Sæsonens første officielle kamp for Pohl blev en realitet den 7. september i en pokalkamp mod Nørresundby Forenede Boldklubber fra Danmarksserien, hvor han scorede det sidste mål til slutresultatet 5-1.

### FC Groningen
Sportsdirektør Allan Gaarde udmeldte den 27. august 2018, hvor Pohl ikke var en del af kamptruppen til hjemmekampen mod Esbjerg fB, at Pohl var på vej til at blive solgt til en udenlandsk klub. To dage senere blev det endeligt offfentliggjort af AaB, at klubben havde solgt Pohl til den hollandske klub FC Groningen. Han skrev under på en treårig kontrakt gældende frem til sommeren 2021.

### AC Horsens
Den 2. september 2019 på sommertransfervinduets sidste dag skrev Pohl under på en halvårig lejeaftale med AC Horsens.
Efter at være returneret fra lejeophold i AC Horsens blev han løst fra sin kontrakt i Groningen, hvorfor han kom på fri transfer. Samme dag skre AC Horsens under på en permanent kontrakt med Pohl. Han skrev under på en toårig aftale.

## Landsholdskarriere
Jannik Pohl fik sin debut for et dansk ungdomslandshold den 1. november 2011 med Danmarks U/16-fodboldlandshold, da han blev skiftet ind i stedet for Simon Skrøder i det 62. minut i et 3-0-nederlag i en venskabskamp til Israel. Han spillede tre kampe for det danske U/16-fodboldlandshold i perioden 2011 til 2012 med nul mål til følge. I 2012 begyndte han at spille for danske U/17-fodboldlandshold, hvorpå han fik sin debut den 7. august 2012 i et 1-3-nederlag til Sverige i en internordisk turnering, hvor han blev skiftet ind i det 68. minut. Han spillede fem kampe og scorede nul mål for det danske U/17-landshold.
Året efter fik han sin debut for U/18-landsholdet den 6. september 2013 i en 2-2-kamp mod Schweiz, hvor han startede inde og blev udskiftet med Patrick B. Rasmussen i det 80. minut. To dage senere spillede han sin næste og sidste kamp for U/18-landsholdet i en 1-1-kamp igen mod Schweiz.
Han fik sin debut for U/19-fodboldlandsholdet i en kamp imod Portugal den 6. februar 2014, da han blev skiftet ind i det 77. minut i stedet for Tobias Christensen i et 0-3-nederlag i en international turnering.